# Staré Nechanice
Staré Nechanice är en ort i Tjeckien.   Den ligger i regionen Hradec Králové, i den centrala delen av landet, 90 km öster om huvudstaden Prag. Staré Nechanice ligger 246 meter över havet och antalet invånare är 2 180.
Terrängen runt Staré Nechanice är platt. Runt Staré Nechanice är det ganska tätbefolkat, med 75 invånare per kvadratkilometer. Närmaste större samhälle är Hradec Králové, 15,7 km öster om Staré Nechanice. Trakten runt Staré Nechanice består till största delen av jordbruksmark.